# سونگ جونگ کی
این یک نام کره‌ای است؛ نام خانوادگی سونگ است.
سونگ جونگ کی (به کره‌ای: 송중기؛ زادهٔ ۱۹ سپتامبر ۱۹۸۵) بازیگر اهل کره جنوبی است. او با ایفای نقش در درام تاریخی رسوایی سونگ کیون کوان (۲۰۱۰) و حضور به عنوان عضو اصلی در برنامهٔ رانینگ من (۲۰۱۰–۲۰۱۱) به شهرت رسید. از این زمان به بعد، او طیف متنوعی از نقش‌ها را در مجموعه‌های تلویزیونی مرد بی‌گناه (۲۰۱۲)، نسل خورشید (۲۰۱۶)، سرگذشت آسدال (۲۰۱۹)، وینچنزو (۲۰۲۱) و تولد دوباره در خانواده پولدار (۲۰۲۲) و همچنین فیلم‌های پرفروش پسر گرگ‌نما (۲۰۱۲) و جزیره کشتی جنگی (۲۰۱۷) و رفتگرهای فضایی (۲۰۲۱) ایفای نقش کرده است.
سونگ جونگ کی، بازیگر سال گالوپ کره در سال ۲۰۱۲ و ۲۰۱۷ بود. وی برای اولین بار در سال ۲۰۱۳ در فهرست سلبریتی‌های قدرتمند کره توسط مجلهٔ فوربز در رتبهٔ هفتم و پس از آن در سال ۲۰۱۷ در رتبهٔ دوم و در سال ۲۰۱۸ در رتبهٔ هفتم قرار گرفت. موفقیت آثارش در سطح بین‌المللی او را به عنوان یک ستاره برتر هالیو و یکی از پردرآمدترین بازیگران کره جنوبی تثبیت کرد.

## اوایل زندگی و تحصیلات
سونگ، فرزند دوم (یا فرزند میانی) از سه خواهر و برادر، در روستایی در اطراف ده‌جون بزرگ شد. او در مسابقات اسکیت سرعت مسیر کوتاه شرکت کرد و نماینده شهر زادگاه خود ده‌جون، در سطح ملی بود (او در مجموعه تلویزیونی سه‌گانه یک اسکیت‌باز سرعتی ملی را نشان داد). مصدومیت، او را مجبور به ترک این ورزش در سال اول دبیرستان کرد. او در تمام دوران دبیرستان، در تحصیلات خود، عالی بود و در آزمون ورودی کالج ملی خود از ۴۰۰ امتیاز، امتیاز ۳۸۰ را کسب کرد و در دانشگاه سونگ‌کیون‌کوان موفق به پذیرش شد. در حالی که در سئول برای آزمون ورودی آماده می‌شد، استعداد او توسط یک مأمور در مترو کشف شد اما بلافاصله وارد صنعت سرگرمی نشد زیرا هنوز در مورد مسیر شغلی خود دوگانگی داشت، و پدرش هم در ابتدا مخالف بازیگر شدن وی بود. وی پس از تصمیم به ورود به صنعت سرگرمی به‌طور تمام وقت، در طی سال سوم دانشگاه، به تحصیل پاره وقت ادامه داد. سرانجام در سال ۲۰۱۲ با مدرک مدیریت بازرگانی (Business Administration) فارغ‌التحصیل شد.
سونگ اولین بار در یک برنامه تلویزیونی به عنوان یک شرکت کننده در مسابقهٔ کوییز کره در شبکه کی‌بی‌اس حضور پیدا کرد و جایگزین یک سالخورده بیمار شد. سرانجام سونگ مقام دوم را کسب کرد. این موضوع باعث توجه زیادی به او شد و او مدلی برای جلد مجلهٔ دانشگاهی کالج شد.

## حرفه

### ۲۰۰۸–۲۰۱۱: آغاز و پیشرفت
سونگ اولین بازی خود را در فیلم تاریخی یک گل یخ‌زده در سال ۲۰۰۸ انجام داد. در سال بعد در فیلم آنتولوژی پنج حس اروس در بخش «لحظه را باور کن» ظاهر شد و همچنان به نقش کوچک اما قابل توجه در سریال‌های سه‌گانه و آیا کریسمس برف می‌بارد؟، ادامه داد.

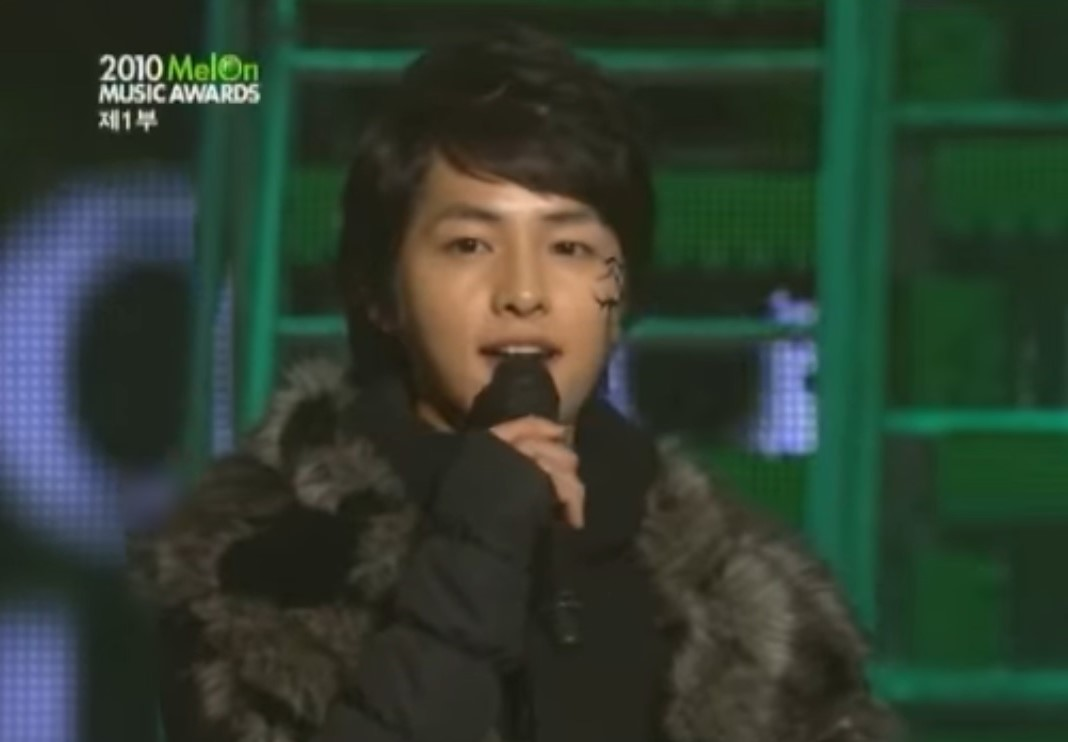
سونگ جونگ کی به عنوان میزبان مراسم جوایز موسیقی ملون در سال ۲۰۱۰

سونگ همچنین از سال ۲۰۰۹ تا ۲۰۱۰ به عنوان مجری ثابت برنامه موسیقی روزهای جمعه شبکهٔ کی‌بی‌اس یعنی بانک موسیقی بود. او سپس در سال ۲۰۱۰ در درام پزشکی پزشکان زنان و زایمان و دنبالهٔ فیلم با موضوع حیوانات پنجه‌های دلچسب ۲ بازی کرد.
سونگ در درام تاریخی رسوایی سونگ‌کیون‌کوان (۲۰۱۰) با نقش برجسته ظاهر شد که در آن او نقش یک پسر عیاش ثروتمند و تنبل در قرن هجدهم در دوران چوسان را بازی کرد. علی‌رغم ریتینگ پایدار اما غیرقابل توجه، این سریال به یک سبک خاص تبدیل شد و «برومنس» او با یو آه-این که آن زمان ناشناخته بود، بین بینندگان بسیار محبوب شد. سونگ از سال ۲۰۱۰ تا ۲۰۱۱ به جمع بازیگران برنامهٔ ورایتی رانینگ من پیوست.
سونگ کتاب «پروژهٔ پوست زیبا»، یک راهنمای پرفروش سلامت و زیبایی برای آقایان را منتشر کرد (که در سال ۲۰۱۳ در ژاپن دوباره منتشر شد). در اواخر سال ۲۰۱۰، او به یک تور دوچرخه سواری در اطراف سیدنی رفت، که از طریق ال، یک مجلهٔ معروف در دنیای مد، دو قسمت در تلویزیون پخش شد. علاوه بر این، یک ویژه برنامه تلویزیونی از سفر این بازیگر به ژاپن با عنوان من واقعی هستم: سونگ جونگ کی در اوایل سال ۲۰۱۱ در دو قسمت پخش شد. پس از آن سونگ مجری برنامه رقابتی ساخته شده در تو در شبکهٔ جی‌تی‌بی‌سی شد.
در سال ۲۰۱۱ در فیلم کمدی رمانتیک انبردست پنی در نقش یک تنبل بیکار بازی کرد. منتقدان بازیگری سونگ را ستایش کردند و اعلام کردند که او «کاریزماتیک و شایستهٔ نقش مرد اصلی با حضور موفقیت‌آمیز است.»
سونگ در سریال درختی با ریشه عمیق (۲۰۱۱) نقش جوانی پادشاه سجونگ را بازی کرد. منتقدان بازیگری سونگ را ستایش کردند و آن را تصویری از یک نابغه دانستند که «در اوایل زندگی به بی فایده بودن قدرت پی می‌برد» و در کتاب‌هایش پنهان می‌شد تا با بزرگ شدن علیه حکومت پدر مستبد خود ته‌جونگ، به مقابله برخیزد. سونگ برای این نقش جایزه تهیه‌کنندگان را در جوایز درامای اس‌بی‌اس سال ۲۰۱۱ دریافت کرد.
وی بعداً مستند شش قسمتی «اشک‌های قطب جنوب» را برای برنامهٔ اشک‌های زمین (۲۰۱۲) در شبکهٔ ام‌بی‌سی روایت کرد که بر فشار مسائل زیست‌محیطی بر کره زمین تمرکز دارد و کل حقوق خود را به امور خیریه اهدا کرد. زمانی که این سریال دوباره ویرایش شد و با نام «پنگ ای و سوم ای» (۲۰۱۲) در سینماها اکران شد، او دوباره نقش خود را به عنوان راوی بازی کرد. کره تایمز هنگام پرداختن به نقش گویندگی او، نوعِ صدایِ باریتون او را برجسته کرد. او به یک تور فن میتینگ به نام «تور فن میتینگ آسیایی سونگ جونگ کی – هیجان و عشق» رفت که در تایلند، سنگاپور، تایوان و کره جنوبی برگزار شد.

### ۲۰۱۲–۲۰۱۵: نقش‌های اصلی و سربازی

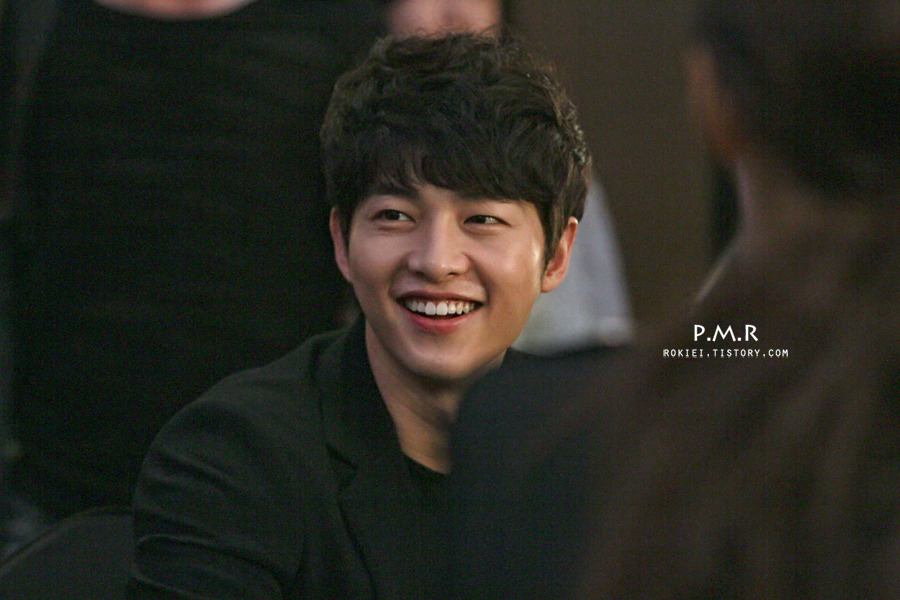
سونگ جونگ کی در کنفرانس مطبوعاتی مرد بی‌گناه در سپتامبر ۲۰۱۲

سونگ سال ۲۰۱۲ را به عنوان یک «سال خارق‌العاده» برای حرفهٔ خود توصیف کرد. او کاراکتر قهرمان فیلم عاشقانه فانتزی پسر گرگ‌نما را بازی کرد که اولین بار در جشنواره بین‌المللی فیلم تورنتو ۲۰۱۲ به نمایش درآمد. سونگ در آماده‌سازی خود برای این نقش، مستندهای طبیعت را تماشا و به سگ‌های ولگرد در خیابان توجه می‌کرد تا یاد بگیرد که چگونه حرکات بدن یک حیوان را تقلید کند. او همچنین بارها و بارها فیلم‌های ادوارد دست‌قیچی ۱۹۹۹ به کارگردانی تیم برتون، بگذار وارد شوم ۲۰۱۰ به کارگردانی مت ریوز و شخصیت گالوم در ارباب حلقه‌ها را تماشا کرد. این فیلم در جشنواره بین‌المللی فیلم بوسان به نمایش درآمد، و با فروش بیش از ۷ میلیون بلیت، موفق‌ترین ملودرام کره ای در تمام دوران شد.
در همان سال، او اولین نقش اصلی درام را در تلویزیون، در درام مرد بی‌گناه به عهده گرفت. نمایش مطمئن و ظریف او از یک ضد قهرمان، مورد تحسین منتقدان و مخاطبان قرار گرفت. این درام به ریتینگ (تعداد بینندگان) بالایی دست پیدا کرد که همراه با درآمد قابل توجه پسر گرگ‌نما در گیشه، تصویر سونگ را در مطبوعات به عنوان «ناجی» ژانر ملودرام در صفحهٔ بزرگ و کوچک تقویت کرد. سونگ جایزه برترین بازیگر مرد در بیستمین جوایز فرهنگ و سرگرمی کره و اولین جوایز کی‌دراما استار و جوایز درامای کی‌بی‌اس ۲۰۱۲ را دریافت کرد.
در فوریه ۲۰۱۳، بعد از اتمام قراردادش با آژانس سرگرمی SidusHQ، اعلام کرد که به بلاسم انترتینمنت خواهد پیوست.
سونگ قبل از شروع خدمت در خدمت سربازی اجباری، در ۱۷ اوت ۲۰۱۳ فن میتینگ خود را برگزار کرد. او سپس در تاریخ ۲۷ اوت ۲۰۱۳ در ۱۰۲مین اردوگاه در چانچئون نام‌نویسی کرد. او در یگان پیاده‌نظام که برای گشت زنی و انجام مأموریت‌های شناسایی در منطقه غیرنظامی کره تعیین شده، خدمت کرد و در تاریخ ۲۶ مه ۲۰۱۵ مرخص شد.

### ۲۰۱۶–امروز: محبوبیت بین‌المللی
سونگ بازگشت خود به تلویزیون را با ایفای نقش در سریال نسل خورشید در کنار سونگ هه کیو، در نقش یک افسر نظامی انجام داد. این درام با ریتینگ بالای ۴۱٫۶٪ در کره بسیار محبوب بود و در آسیا، ۲٫۵ میلیارد بار از طریق آی‌چی‌یی بازدید شد. این درام سونگ را به عنوان رهبر هالیو به ثبوت رساند و در رأس نظرسنجی‌های آسیا قرار گرفت.

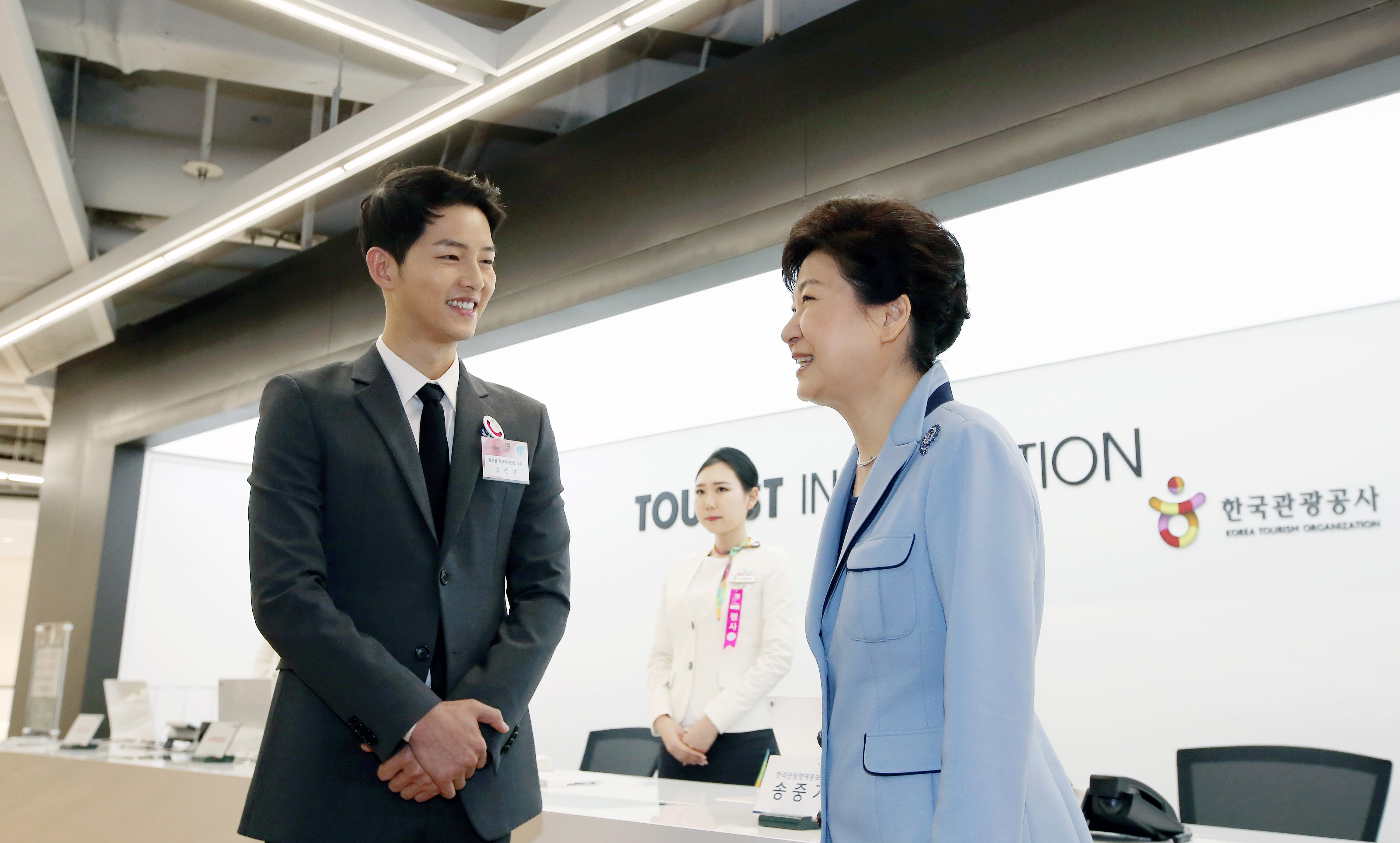
سونگ جونگ کی همراه با پارک گون هه رئیس‌جمهور سابق کره جنوبی در سال ۲۰۱۶

سونگ جونگ کی توسط سازمان گردشگری کره به عنوان سفیر افتخاری گردشگری کره‌ای انتخاب شد تا به‌طور فعال گردشگری کره‌ای را در سراسر جهان ترویج کند. او اولین بازیگری بود که به پخش خبر سراسری زمان اصلی، کی‌بی‌اس نیوز ۹ دعوت شد. او همچنین در لیست ۱۰۰ رهبر برتر نسل آینده، در رتبهٔ ۳۴ قرار گرفت. او در سال ۲۰۱۶ چهرهٔ بیش از ۳۰ برند شد و یکی از کسانی بود که جایزه «برند سال» کره را دریافت کرد. سونگ جایزهٔ «دسانگ»، بالاترین جایزه برای تلویزیون، در سی‌امین دورهٔ جوایز درام کی‌بی‌اس و پنجمین دورهٔ جوایز اپان استار و همچنین جایزه بهترین بازیگر مرد تلویزیون در یازدهمین دورهٔ جوایز بین‌المللی درام سئول و بیست و نهمین دورهٔ جوایز تهیه‌کننده کره‌ای، برای عملکرد بازیگری‌اش دریافت کرد. او سپس یک سری تورهای آسیایی کاملاً فروخته شده را در ۱۰ شهر مختلف آغاز کرد، و با بیش از ۶۰٬۰۰۰ طرفدار ملاقات کرد.
سونگ سپس برای بازی در فیلم تاریخی اکشن جزیره کشتی جنگی (۲۰۱۷) انتخاب شد. او در کنار سو جی سوب و هوانگ جونگ مین بازی می‌کند و یکی از اعضای جنبش استقلال طلب کره را به تصویر می‌کشد که برای نجات یکی از اعضای دیگر به جزیره هاشیما می‌رود.
سونگ در بازگشت خود به تلویزیون در درام فانتزی تاریخی سرگذشت آسدال بازی کرد که در سال ۲۰۱۹ از تی‌وی‌ان پخش شد. این درام پروژه مجدد با کیم جی وون از درام نسل خورشید بود.
سونگ در ژانویه ۲۰۲۰، کمپانی بلاسم انترتینمنت را ترک کرد و با کمپانی History D&C قرارداد امضا کرد، یک شرکت مدیریت استعداد و تولید محتوا که توسط مدیر سابق Sidus HQ، هوانگ کی یونگ به تازگی تأسیس شده‌است.
در سال ۲۰۲۱، سونگ در فیلم علمی تخیلی رفتگرهای فضایی در کنار کیم ته ری و به کارگردانی جو سونگ-هی بازی کرد. این فیلم به‌طور انحصاری در نتفلیکس در ۵ فوریه ۲۰۲۱ منتشر شد. این فیلم در جایگاه شماره ۱ نتفلیکس بود، در رتبه‌بندی تاپ ۱۰ روزانه در میان ۸۰ کشور جهان قرار گرفت و بیش از ۲۶ میلیون بیننده خانگی را در ۲۸ روز اول انتشار خود به دست آورد. او همچنین در مجموعه تلویزیونی وینچنزو که در ۲۰ فوریه ۲۰۲۱ از شبکه تی‌وی‌ان و نتفلیکس پخش شد، به عنوان شخصیت اصلی بازی کرد.

#### نقش‌های آینده
او قرار است در فیلم دلهره‌آور جنایی بوگوتا: شهر گمشده در کنار لی هی جون ظاهر شود که توسط کیم سونگ-جه کارگردانی می‌شود.

## زندگی شخصی

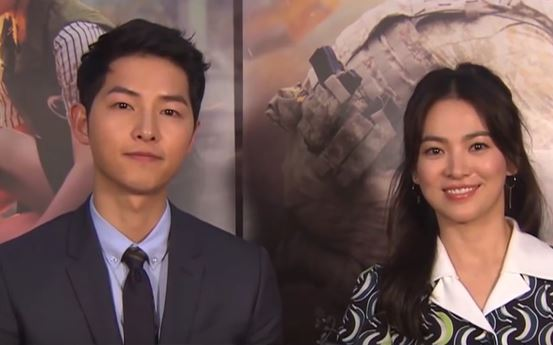
سونگ جونگ کی در کنار سونگ هه کیو

در ۵ ژوئیه ۲۰۱۷، سونگ جونگ کی و سونگ هه کیو (هم‌بازی وی در سریال نسل خورشید) از طریق آژانس‌های خود اعلام کردند که نامزد شده‌اند. آنها در ۳۱ اکتبر ۲۰۱۷، در یک مراسم خصوصی در یونگ‌بینگ‌وان، هتل شیلا در سئول، در میان علاقهٔ شدید رسانه‌ها در سراسر آسیا، با حضور خانواده و دوستان نزدیکشان، ازدواج کردند. در ۲۶ ژوئن ۲۰۱۹، سونگ جونگ کی درخواست طلاق داد که در ژوئیه ۲۰۱۹ نهایی شد.
در ۲۶ دسامبر ۲۰۲۲، سونگ تأیید کرد که با دوست‌دختر غیرسلبریتی بریتانیایی خود قرار می‌گذارد. در ۳۰ ژانویه ۲۰۲۳، سونگ در فن کافهٔ خود اعلام کرد که با دوست‌دختر بریتانیایی کلمبیایی خود به نام کیتی لوییز ساندرز، که قبلاً بازیگر بود و اکنون فرزند اولشان را باردار است، ازدواج کرده‌است. در ۱۴ ژوئن ۲۰۲۳، ساندرز در بیمارستانی در رم یک پسر به دنیا آورد.

## ترانه‌شناسی
| سال  | نام آهنگ                                             | هانگول           | توضیحات                      | منبع            |
| ---- | ---------------------------------------------------- | ---------------- | ---------------------------- | --------------- |
| ۲۰۱۱ | «لذت ببرید» (Enjoy A Rummy)                          | 맛있게도 냠냠    | آهنگ از اواس‌تی «انبردست پنی» | [ ۱۱۷ ]         |
| ۲۰۱۱ | «آب پهناور است» (The Water is Wide)(با همکاری Gyepi) | 바다가 넓어 건널 | آهنگ از اواس‌تی «انبردست پنی» | [ ۱۱۷ ]         |
| ۲۰۱۲ | «واقعا» (Really)                                     | 정말             | آهنگ از اواس‌تی «مرد بی‌گناه»  | [ ۱۱۸ ] [ ۱۱۹ ] |

## فن میتینگ
| تاریخ           | شهر     | کشور/منطقه | عنوان                                                      | محل اجرا                           | منبع                    |
| --------------- | ------- | ---------- | ---------------------------------------------------------- | ---------------------------------- | ----------------------- |
| ۲۰ سپتامبر ۲۰۰۹ | سئول    | کره جنوبی  | اولین فن میتینگ جشن تولد                                   | تالار هنر آسیایی سئول              | [ ۱۲۰ ]                 |
| ۲۵ نوامبر ۲۰۱۱  | کوبه    | ژاپن       | اولین فن میتینگ ژاپن                                       | کوبه پورتوپیا                      | [ ۱۲۱ ]                 |
| ۲۷ نوامبر ۲۰۱۱  | توکیو   | ژاپن       | اولین فن میتینگ ژاپن                                       | سانریو پورولند                     | [ ۱۲۱ ]                 |
| ۲۸ آوریل ۲۰۱۲   | بانکوک  | تایلند     | هیجان و عشق: اولین تور فن میتینگ آسیا                      | پاراگون هال                        | [ ۱۲۲ ] [ ۱۲۳ ] [ ۱۲۴ ] |
| ۲۷ مه ۲۰۱۲      | سنگاپور | سنگاپور    | هیجان و عشق: اولین تور فن میتینگ آسیا                      | تالار سخنرانی شاین سنگاپور         | [ ۱۲۲ ] [ ۱۲۳ ] [ ۱۲۴ ] |
| ژوئن ۲۰۱۲       | هنگ کنگ | هنگ کنگ    | هیجان و عشق: اولین تور فن میتینگ آسیا                      |                                    | [ ۱۲۲ ] [ ۱۲۳ ] [ ۱۲۴ ] |
| ۲۲ ژوئیه ۲۰۱۲   | سئول    | کره جنوبی  | هیجان و عشق: اولین تور فن میتینگ آسیا                      | سالن تاج دانشگاه کیونگ‌هی           | [ ۱۲۲ ] [ ۱۲۳ ] [ ۱۲۴ ] |
| ۱۷ اوت ۲۰۱۳     | سئول    | کره جنوبی  | فن میتینگ در سئول                                          | مرکز هنر سانگ‌میونگ                 | [ ۱۲۵ ] [ ۱۲۶ ]         |
| ۱۷ آوریل ۲۰۱۶   | سئول    | کره جنوبی  | پنجمین فن میتینگ در سئول: روزی که دوباره ملاقات خواهیم کرد | پاویونِ دانشگاه کیونگ‌هی             | [ ۱۲۷ ] [ ۱۲۸ ]         |
| ۷ مه ۲۰۱۶       | بانکوک  | تایلند     | تور فن میتینگ آسیا ۲۰۱۶                                    | تاندر دُم، موانگتونگ تانی           | [ ۱۲۹ ]                 |
| ۱۴ مه ۲۰۱۶      | پکن     | چین        | تور فن میتینگ آسیا ۲۰۱۶                                    | سالن سرپوشیده مرکز ورزشی المپیک    | [ ۱۳۰ ] [ ۱۳۱ ]         |
| ۲۱ مه ۲۰۱۶      | ووهان   | چین        | تور فن میتینگ آسیا ۲۰۱۶                                    | ووهان لابی، چاینا کالچر اکسپو سنتر | [ ۱۳۲ ]                 |
| ۲۷ مه ۲۰۱۶      | گوانگ‌ژو | چین        | تور فن میتینگ آسیا ۲۰۱۶                                    | سالن سرپوشیده بین‌المللی گوانگ‌ژو    | [ ۱۳۱ ]                 |
| ۲۸ مه ۲۰۱۶      | شنژن    | چین        | تور فن میتینگ آسیا ۲۰۱۶                                    | مرکز ورزشی خلیج شنژن               | [ ۱۳۱ ]                 |
| ۱۱ ژوئن ۲۰۱۶    | هنگ کنگ | هنگ کنگ    | تور فن میتینگ آسیا ۲۰۱۶                                    | جهان آسیا–آرنا                     | [ ۱۳۳ ]                 |
| ۱۷ ژوئن ۲۰۱۶    | چنگدو   | چین        | تور فن میتینگ آسیا ۲۰۱۶                                    | مرکز ورزشی چنگدو                   | [ ۱۳۴ ]                 |
| ۲۵ ژوئن ۲۰۱۶    | تایپه   | تایوان     | تور فن میتینگ آسیا ۲۰۱۶                                    | مرکز ورزشی دانشگاه ملی تایوان      | [ ۱۳۵ ]                 |
| ۱۶ ژوئیه ۲۰۱۶   | شانگهای | چین        | تور فن میتینگ آسیا ۲۰۱۶                                    | ورزشگاه سرپوشیده شانگهای           | [ ۱۳۶ ]                 |
| ۱ سپتامبر ۲۰۱۸  | سئول    | کره جنوبی  | روزمان در کنار یکدیگر: دهمین سالگرد فن میتینگ              | سالن صلح دانشگاه کیونگ‌هی           | [ ۱۳۷ ]                 |
| ۷ مه ۲۰۲۱       | جهانی   |            | سونگ جونگ کی، لایو                                         | کانال یوتیوب HiStory D&C           | [ ۱۳۸ ] [ ۱۳۹ ]         |

## جوایز و نامزدی‌ها
| سال  | مراسم جوایز                             | بخش                                                    | اثر نامزدشده        | نتیجه     | منابع           |
| ---- | --------------------------------------- | ------------------------------------------------------ | ------------------- | --------- | --------------- |
| ۲۰۱۰ | سومین استایل آیکن آسیا                  | نیو استایل آیکن (بازیگر مرد تلویزیون)                  | —                   | برنده     | [ ۱۴۰ ]         |
| ۲۰۱۰ | ۳۱مین جوایز فیلم اژدهای آبی             | بهترین بازیگر مرد تازه‌کار                              | پنجه‌های دلچسب ۲     | نامزدشده  |                 |
| ۲۰۱۰ | جوایز سرگرمی اس‌بی‌اس                     | بهترین تازه‌وارد در یک ورایتی شو                        | رانینگ من           | برنده     | [ ۱۴۱ ]         |
| ۲۰۱۰ | ۲۴مین جوایز درامای کی‌بی‌اس               | جایزه برتر، بازیگر نقش اول مرد در یک درام با طول متوسط | رسوایی سونگ‌کیون‌کوان | نامزدشده  | [ ۱۴۲ ]         |
| ۲۰۱۰ | ۲۴مین جوایز درامای کی‌بی‌اس               | جایزه محبوبیت                                          | رسوایی سونگ‌کیون‌کوان | برنده     | [ ۱۴۲ ]         |
| ۲۰۱۰ | ۲۴مین جوایز درامای کی‌بی‌اس               | جایزه بهترین زوج (همراه یو آه-این)                     | رسوایی سونگ‌کیون‌کوان | برنده     | [ ۱۴۲ ]         |
| ۲۰۱۱ | چهارمین جوایز درامای کره                | بهترین بازیگر مرد تازه‌کار                              | رسوایی سونگ‌کیون‌کوان | نامزدشده  | [ ۱۴۳ ]         |
| ۲۰۱۱ | ششمین جوایز جشنواره مدل آسیا            | جایزه بی‌اف‌اف فشِنیستا                                   | —                   | برنده     | [ ۱۴۴ ]         |
| ۲۰۱۱ | ۱۹مین جوایز درامای اس‌بی‌اس               | جایزه تهیه‌کننده                                        | درختی با ریشه عمیق  | برنده     | [ ۱۴۵ ]         |
| ۲۰۱۲ | پنجمین استایل آیکن آسیا                 | استایل آیکن                                            | —                   | برنده     | [ ۱۴۶ ]         |
| ۲۰۱۲ | ۲۰مین جوایز فرهنگ و سرگرمی کره‌ای        | جایزه برترین بازیگر نقش اول مرد                        | مرد بی‌گناه          | برنده     | [ ۵۹ ]          |
| ۲۰۱۲ | اولین جوایز کی-دراما استار              | جایزه برترین بازیگر نقش اول مرد                        | مرد بی‌گناه          | برنده     | [ ۶۰ ]          |
| ۲۰۱۲ | ۲۶مین جوایز درامای کی‌بی‌اس               | جایزه برترین بازیگر نقش اول مرد                        | مرد بی‌گناه          | برنده     | [ ۶۱ ] [ ۱۴۷ ]  |
| ۲۰۱۲ | ۲۶مین جوایز درامای کی‌بی‌اس               | جایزه برتر، بازیگر نقش اول مرد در یک درام با طول متوسط | مرد بی‌گناه          | نامزدشده  | [ ۶۱ ] [ ۱۴۷ ]  |
| ۲۰۱۲ | ۲۶مین جوایز درامای کی‌بی‌اس               | جایزه نتیزن                                            | مرد بی‌گناه          | برنده     | [ ۶۱ ] [ ۱۴۷ ]  |
| ۲۰۱۲ | ۲۶مین جوایز درامای کی‌بی‌اس               | جایزه بهترین زوج (همراه مون چه وون)                    | مرد بی‌گناه          | برنده     | [ ۶۱ ] [ ۱۴۷ ]  |
| ۲۰۱۳ | ۴۹مین جوایز هنری بکسانگ                 | بهترین بازیگر نقش اول مرد (فیلم)                       | پسر گرگ‌نما          | نامزدشده  | [ ۱۴۸ ]         |
| ۲۰۱۳ | ششمین جوایز برگزیده کودکان نیکلودین     | بازیگر موردعلاقه                                       | پسر گرگ‌نما          | برنده     | [ ۱۴۹ ]         |
| ۲۰۱۶ | هشتمین استایل آیکن آسیا                 | استایل آیکن                                            | —                   | برنده     | [ ۱۵۰ ]         |
| ۲۰۱۶ | جوایز انجمن مصرف‌کنندهٔ کره‌ای             | برند سال کره                                           | —                   | برنده     | [ ۱۵۱ ]         |
| ۲۰۱۶ | ۵۲مین جوایز هنری بکسانگ                 | بهترین بازیگر نقش اول مرد (تلویزیون)                   | نسل خورشید          | نامزدشده  | [ ۱۵۲ ] [ ۱۵۳ ] |
| ۲۰۱۶ | ۵۲مین جوایز هنری بکسانگ                 | محبوب‌ترین بازیگر مرد (تلویزیون)                        | نسل خورشید          | برنده     | [ ۱۵۲ ] [ ۱۵۳ ] |
| ۲۰۱۶ | ۵۲مین جوایز هنری بکسانگ                 | جایزه ستاره جهانی آی‌چی‌یی                               | نسل خورشید          | برنده     | [ ۱۵۲ ] [ ۱۵۳ ] |
| ۲۰۱۶ | ۱۱مین جوایز بین‌المللی درامای سئول       | بازیگر مرد کره‌ای برجسته                                | نسل خورشید          | برنده     | [ ۸۹ ]          |
| ۲۰۱۶ | پنجمین جوایز ستارگان ای‌پی‌ای‌ان           | جایزه بزرگ (دسانگ)                                     | نسل خورشید          | برنده     | [ ۸۸ ]          |
| ۲۰۱۶ | پنجمین جوایز ستارگان ای‌پی‌ای‌ان           | جایزه برترین بازیگر مرد در یک مینی‌سریال                | نسل خورشید          | نامزدشده  | [ ۸۸ ]          |
| ۲۰۱۶ | پنجمین جوایز ستارگان ای‌پی‌ای‌ان           | جایزه بهترین زوج (همراه سونگ هه کیو)                   | نسل خورشید          | برنده     | [ ۸۸ ]          |
| ۲۰۱۶ | پنجمین جوایز ستارگان ای‌پی‌ای‌ان           | جایزه بهترین ستاره ای‌پی‌ای‌ان                            | نسل خورشید          | برنده     | [ ۸۸ ]          |
| ۲۰۱۶ | هفتمین جوایز فرهنگ و هنرهای مردمی کره‌ای | جایزه ریاست‌جمهوری                                      | —                   | برنده     | [ ۱۵۴ ]         |
| ۲۰۱۶ | اولین جوایز آرتیست آسیا                 | جایزه بزرگ (دسانگ)                                     | نسل خورشید          | نامزدشده  |                 |
| ۲۰۱۶ | نهمین جوایز درامای کره                  | جایزه بزرگ (دسانگ)                                     | نسل خورشید          | نامزدشده  |                 |
| ۲۰۱۶ | ۳۰مین جوایز درامای کی‌بی‌اس               | جایزه بزرگ (دسانگ)                                     | نسل خورشید          | برنده     | [ ۸۷ ] [ ۱۵۵ ]  |
| ۲۰۱۶ | ۳۰مین جوایز درامای کی‌بی‌اس               | جایزه برترین بازیگر نقش اول مرد                        | نسل خورشید          | نامزدشده  | [ ۸۷ ] [ ۱۵۵ ]  |
| ۲۰۱۶ | ۳۰مین جوایز درامای کی‌بی‌اس               | جایزه برتر بازیگر نقش اول مرد در یک مینی‌سریال          | نسل خورشید          | نامزدشده  | [ ۸۷ ] [ ۱۵۵ ]  |
| ۲۰۱۶ | ۳۰مین جوایز درامای کی‌بی‌اس               | بهترین زوج (همراه سونگ هه کیو)                         | نسل خورشید          | برنده     | [ ۸۷ ] [ ۱۵۵ ]  |
| ۲۰۱۶ | ۳۰مین جوایز درامای کی‌بی‌اس               | بهترین زوج آسیا (همراه سونگ هه کیو)                    | نسل خورشید          | برنده     | [ ۸۷ ] [ ۱۵۵ ]  |
| ۲۰۱۷ | ۲۹مین جوایز تهیه‌کننده کره‌ای             | جایزه بهترین اجرا کننده                                | نسل خورشید          | برنده     | [ ۹۰ ]          |
| ۲۰۲۱ | ۵۷مین مراسم اهدای جوایز هنری بکسانگ     | بهترین بازیگر نقش اول مرد (تلویزیون)                   | وینچنزو             | نامزدشده  | [ ۱۵۶ ]         |
| ۲۰۲۱ | جایزه وفاداری مشتری با نام تجاری ۲۰۲۱   | بهترین بازیگر نقش اول مرد - فیلم                       | —                   | برنده     | [ ۱۵۷ ]         |
| ۲۰۲۱ | ۲۶مین جوایز هنری فیلم چونسا             | بهترین بازیگر نقش اول مرد                              | رفتگرهای فضایی      | در انتظار | [ ۱۵۸ ]         |

### فهرست‌ها
| ناشر        | سال  | فهرست                                                                                      | جایگاه      | منابع            |
| ----------- | ---- | ------------------------------------------------------------------------------------------ | ----------- | ---------------- |
| فوربز       | ۲۰۱۲ | ۴۰ سلبریتی قدرتمند کره                                                                     | بیست و هفتم | [ ۱۵۹ ]          |
| فوربز       | ۲۰۱۳ | ۴۰ سلبریتی قدرتمند کره                                                                     | هفتم        | [ ۱۶۰ ]          |
| فوربز       | ۲۰۱۴ | ۴۰ سلبریتی قدرتمند کره                                                                     | بیست و هفتم | [ نیازمند منبع ] |
| فوربز       | ۲۰۱۷ | ۴۰ سلبریتی قدرتمند کره                                                                     | دوم         | [ ۱۶۱ ]          |
| فوربز       | ۲۰۱۸ | ۴۰ سلبریتی قدرتمند کره                                                                     | هفتم        | [ ۱۶۲ ]          |
| سیسا ژورنال | ۲۰۱۶ | چه کسی کره را تغییر می‌دهد – تأثیر گذارترین افراد در پخش برنامه (رادیو و تلویزیون) و سرگرمی | دوم         | [ ۱۶۷ ]          |
| سیسا ژورنال | ۲۰۱۶ | ۱۰۰ رهبر نسل آینده                                                                         | سی و چهارم  | [ ۱۶۸ ]          |